# Översvämningarna i Ryssland 2012
Översvämningarna i Ryssland 2012 inträffade i sydvästra Ryssland i början av juli, huvudsakligen i Krasnodar kraj. Enligt officiella källor beräknas 144 personer ha omkommit. De flesta av dessa dödsfall inträffade i staden Krymsk.